# Saint-Grégoire, Ille-et-Vilaine

Saint-Grégoire este o comună în departamentul Ille-et-Vilaine, Franța. În 1 ianuarie 2022 avea o populație de 9.992 de locuitori.